# Coupe du Portugal de football 1986-1987
Navigation
1985-1986 1987-1988

La Coupe du Portugal de football 1986-1987 est la 47e édition de la Coupe du Portugal de football, considéré comme le deuxième trophée national le plus important derrière le championnat. 
La finale est jouée le 7 juin 1987, à l'Estádio Nacional do Jamor, entre le Benfica Lisbonne et le Sporting Clube de Portugal. Le Benfica remporte son vingt-et-unième trophée en battant le Sporting CP 2 à 1, et réussit le doublé coupe-championnat cette saison. Le Sporting CP se qualifie pour la Coupe d'Europe des vainqueurs de coupe de football 1987-1988 en tant que finaliste de la Coupe nationale.

## Finale
| 7 juin 1987 | Benfica Lisbonne | 2 - 1   | Sporting Clube de Portugal | Estádio Nacional do Jamor  |                            |
|             |                  | (1 - 0) |                            | Arbitrage : Carlos Valente | Arbitrage : Carlos Valente |
|             | Feuille de match |         |                            | Arbitrage : Carlos Valente | Arbitrage : Carlos Valente |